# Vitaly Janelt
Vitaly Janelt (Amburgo, 10 maggio 1998) è un calciatore tedesco, centrocampista del Brentford.

## Caratteristiche tecniche
Centrocampista mancino con ottime doti atletiche, solitamente schierato mediano davanti alla difesa, si contraddistingue per prestanza fisica e abilità nel recuperare palloni ma presenta anche buone abilità tecniche, una buona intelligenza tattica e un buon tiro da fuori area

## Carriera

### Club
Cresciuto nel settore giovanile dell'Amburgo, nel 2014 è stato acquistato dal RB Lipsia con cui ha disputato alcune partite con la squadra riserve nella stagione 2016-2017.
Il 9 gennaio 2017 è stato ceduto in prestito al Bochum, trasferimento diventato definitivo al termine della stagione.

### Nazionale
Ha giocato nelle nazionali giovanili tedesche Under-15, Under-17, Under-19, Under-20 ed Under-21; con quest'ultima nazionale nel 2021 ha anche vinto gli Europei di categoria.

## Statistiche

### Presenze e reti nei club
Statistiche aggiornate al 19 maggio 2024.
| Stagione        | Squadra         | Campionato      | Campionato | Campionato | Coppe nazionali | Coppe nazionali | Coppe nazionali | Coppe continentali | Coppe continentali | Coppe continentali | Altre coppe | Altre coppe | Altre coppe | Totale | Totale | Totale |
| Stagione        | Squadra         | Comp            | Pres       | Reti       | Comp            | Pres            | Reti            | Comp               | Pres               | Reti               | Comp        | Pres        | Reti        | Pres   | Reti   |        |
| --------------- | --------------- | --------------- | ---------- | ---------- | --------------- | --------------- | --------------- | ------------------ | ------------------ | ------------------ | ----------- | ----------- | ----------- | ------ | ------ | ------ |
| 2016-gen. 2017  | RB Lipsia II    | RL              | 6          | 0          | -               | -               | -               | -                  | -                  | -                  | -           | -           | -           | 6      | 0      |        |
| gen.-giu.2017   | Bochum          | 2L              | 7          | 0          | CG              | 0               | 0               | -                  | -                  | -                  | -           | -           | -           | 7      | 0      |        |
| 2017-2018       | Bochum          | 2L              | 13         | 0          | CG              | 0               | 0               | -                  | -                  | -                  | -           | -           | -           | 13     | 0      |        |
| 2018-2019       | Bochum          | 2L              | 9          | 1          | CG              | 1               | 0               | -                  | -                  | -                  | -           | -           | -           | 10     | 1      |        |
| 2019-2020       | Bochum          | 2L              | 24         | 1          | CG              | 0               | 0               | -                  | -                  | -                  | -           | -           | -           | 24     | 1      |        |
| Totale Bochum   | Totale Bochum   | Totale Bochum   | 53         | 2          |                 | 1               | 0               |                    | -                  | -                  |             | -           | -           | 60     | 2      |        |
| 2020-2021       | Brentford       | FLC             | 41+3       | 3+1        | FACup+CdL       | 1+2             | 0               | -                  | -                  | -                  | -           | -           | -           | 47     | 4      |        |
| 2021-2022       | Brentford       | PL              | 31         | 4          | FACup+CdL       | 2+2             | 0               | -                  | -                  | -                  | -           | -           | -           | 35     | 4      |        |
| 2022-2023       | Brentford       | PL              | 35         | 3          | FACup+CdL       | 1+1             | 0               | -                  | -                  | -                  | -           | -           | -           | 37     | 3      |        |
| 2023-2024       | Brentford       | PL              | 38         | 1          | FACup+CdL       | 2+2             | 0               | -                  | -                  | -                  | -           | -           | -           | 42     | 1      |        |
| Totale carriera | Totale carriera | Totale carriera | 207        | 14         |                 | 14              | 0               |                    | -                  | -                  |             | -           | -           | 221    | 14     |        |

## Palmarès

### Club

#### Competizioni nazionali
- Campionato tedesco di seconda divisione: 1

Bochum: 2020-2021

### Nazionale
- Campionato d'Europa Under-21: 1

Ungheria/Slovenia 2021